# بلوغ روانی
رَسِش یا بلوغ روانی به معنی آمادگی زیستی است که خود مبتنی بر یک نقشه ژنتیک می‌باشد. تغییرات روان‌شناختی انسان، مانند تفکر، توانایی حل مسئله، و غیره تحت تأثیر زیست‌شناسی مغز است، و از تغییرات رسش به‌شمار می‌آید. همچنین آنچه که وراثت، از خصوصیات مشترک در برنامهٔ زیست‌شناختی و طبیعی رشد قرار داده‌است، مانند زمان بلوغ جنسی، به معنی بلوغ روانی است.

## بلوغ روانی
بلوغ روانی پس از بلوغ جنسی در انسان صورت می‌گیرد که با تغییر عادات همراه است. این عادات از قبیل: ۱-تغییر در روابط. ۲-تغییر در کارها. ۳-ترک بعضی عادت‌ها (کنار گذاشتن ناهنجاری‌ها البته روابط اجتماعی هم بر این ناهنجاری‌ها تأثیر دارد و موجب کم یا زیاد شدن آن‌ها می‌شود).

## سن
در اجتماع، افرادی با سن بالاتر بالغ تر از بقیه شمرده می‌شوند اما در اصل بلوغ روان‌شناختی همیشه بر حسب سن تعیین نمی‌شود.
با این حال، برای اهداف قانونی، افراد با سن خاص، به لحاظ روان‌شناسی به اندازه کافی بالغ شمرده نمی‌شوند تا وظایف خاصی را انجام دهند (مثل رانندگی، موافقت با رابطه جنسی، امضای قرارداد اتصال یا تصمیم‌گیری پزشکی) تا زمانی که به سن معینی برسند. در حقیقت، قاضی جولیان مک که به ایجاد سیستم دادگاه نوجوانان در ایالات‌متحده کمک کرد، گفت که عدالت نوجوانان مبتنی بر این باور است که آنها همیشه تصمیمات خوبی نمی‌گیرند، چون آن‌ها بالغ نیستند، اما در اصل این به این معنی است که آن‌ها می‌توانند راحت تر از بزرگسالان اصلاح شوند. با این حال، رابطه بین بلوغ روان‌شناختی و سن یک مسئلهٔ پیچیده‌است.

## خصوصیات
انسان خود متوجه این تغییر رفتارها نمی‌شود بلکه دیگران با نگاه کردن در تغییر کارها و رفتار او متوجه می‌شوند که فرد تغییر کرده (که در زبان فارسی می‌گویند به بلوغ رسیده)

## اختلالات بلوغ روانی
همیشه بلوغ روانی به درستی سیر تکاملی خود را طی نمی‌کند و گاه موجب اختلالاتی از قبیل: ۱-وسواس ۲-کمرویی ۳-عدم رعایت حقوق اجتماعی دیگران. و در نهایت موجب مرتکب شدن اعمالی مانند دزدی، جنایت و … می‌شود.

## بیماری‌ها
گاهی این اختلالات موجب بیماری‌هایی مانند: ۱-اضطراب‌های روانی، ۲-افسردگی و ۳-جنون جوانی می‌شود. تمام